# Ivy League
|                   | Ivy League                   |
| Gesticht          | 1954                         |
| Leden             | 8                            |
| Continent         | Noord-Amerika                |
| Land              | Verenigde Staten van Amerika |
| Type universiteit | Privéschool                  |
| Andere Namen      | The Ancient Eight            |

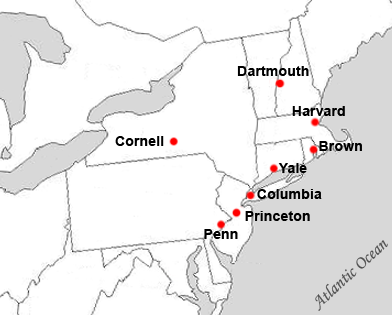
Locaties van de Ivy League-universiteiten

De Ivy League (ook bekend als The Ancient Eight) is een Amerikaanse collegiale atletiekconferentie die bestaat uit acht particuliere onderzoeksuniversiteiten in het noordoosten van de Verenigde Staten. De term Ivy League wordt doorgaans buiten de sportcontext gebruikt om naar de acht scholen te verwijzen als een groep elite-universiteiten met connotaties van academische excellentie, selectiviteit bij toelating en sociaal elitarisme. De leden van de Ivy League zijn de Brown-universiteit, de Columbia-universiteit, de Cornell-universiteit, de Harvard-universiteit, de Universiteit van Pennsylvania, de Princeton-universiteit, de Yale-universiteit en Dartmouth College.

## Geschiedenis
Hoewel de term Ivy League al in 1933 in gebruik was, werd hij pas officieel na de vorming van de NCAA Division I-atletiekconferentie in 1954. Alle Ivies (leden van de Ivy League) behalve Cornell werden opgericht tijdens de koloniale periode; zij zijn dus goed voor zeven van de negen Colonial Colleges die vóór de Amerikaanse Revolutie waren gecharterd. De andere twee koloniale hogescholen, de Rutgers-universiteit en het College van William & Mary, werden in plaats daarvan openbare instellingen.
Ivy League-scholen worden beschouwd als enkele van de meest prestigieuze universiteiten ter wereld. Alle acht universiteiten staan in de top 17 van de ranglijst van US News & World Report National Universities 2020, waaronder vier Ivies in de top vijf. U.S. News heeft sinds 2001 elk jaar een lid van de Ivy League uitgeroepen tot de beste nationale universiteit: vanaf 2020 elf keer Princeton, twee keer Harvard en de twee scholen voor het eerst vijf keer gelijk. In de US News & World Report Best Global University Ranking van 2020 staan drie Ivies internationaal in de top 10 (eerst Harvard, Columbia zevende en Princeton achtste).
Het aantal inschrijvingen voor niet-afgestudeerden varieert van ongeveer 4.500 tot ongeveer 15.000, meer dan bij de meeste vrijekunstenhogescholen en minder dan bij de meeste staatsuniversiteiten. Het totale aantal inschrijvingen, inclusief afgestudeerde studenten, varieert van ongeveer 6.600 bij Dartmouth tot meer dan 20.000 bij Columbia, Cornell, Harvard en Penn. De financiële schenkingen van Ivy League variëren van Browns 4,7 miljard dollar tot Harvards 41,9 miljard dollar, de grootste financiële schenking van alle academische instellingen ter wereld.
De Ivy League is vergelijkbaar met andere groepen universiteiten in andere landen, zoals Oxbridge in het Verenigd Koninkrijk, de C9 League in China en de Imperial Universities in Japan.

## Reputatie

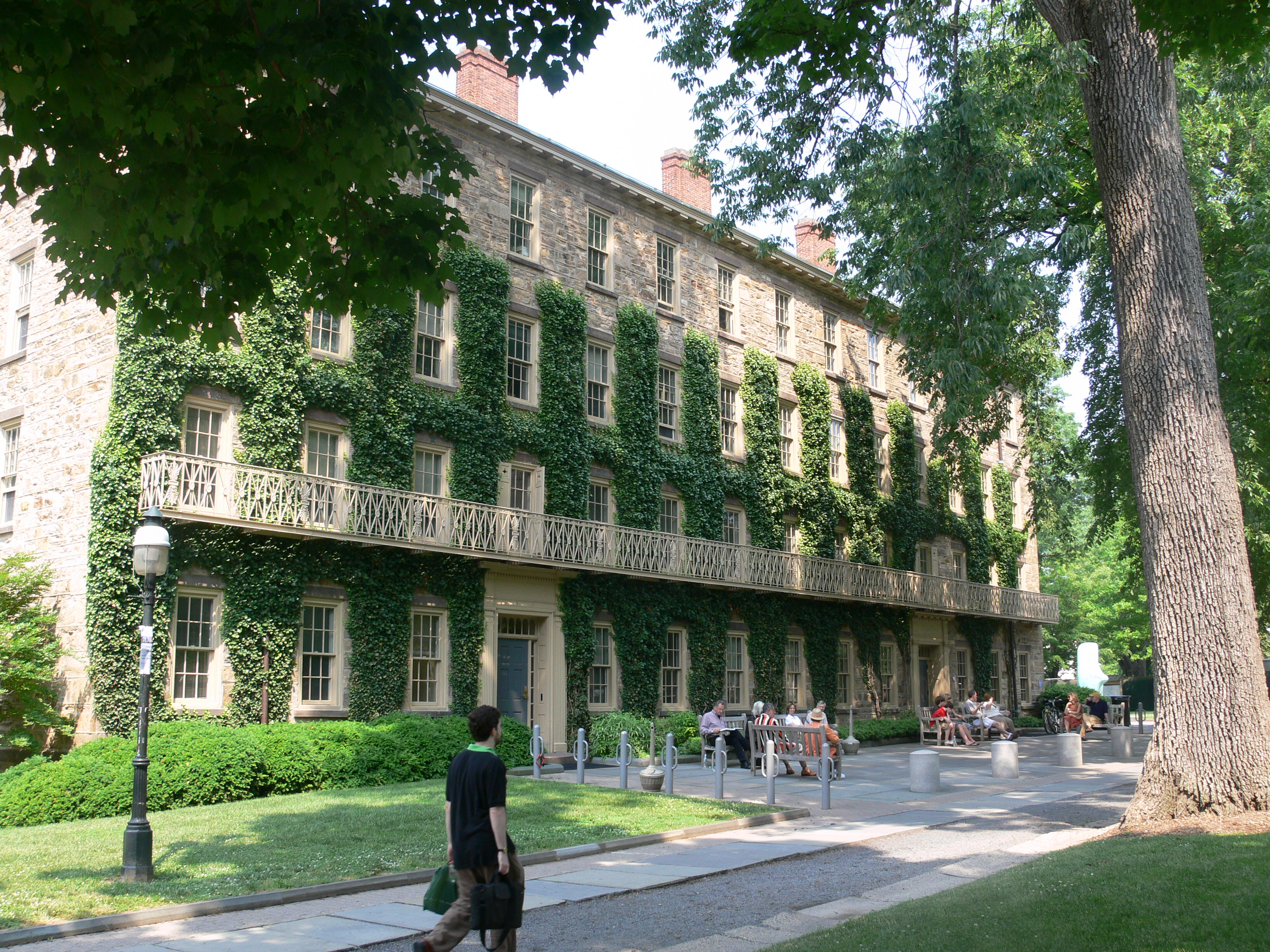
West College, Princeton University, bedekt door klimop (ivy)

De Ivy League-universiteiten worden algemeen beschouwd als enkele van de meest prestigieuze universiteiten ter wereld; weerspiegeld in hun rangschikking. Alle Ivy League-universiteiten staan in de top 15 van de U.S. News & World Report-college- en universiteitsrangschikking. (Behalve Brown en Cornell staan ze allemaal in de top 10.) De term Ivy Plus verwijst naar de meest prestigieuze universiteiten in de VS. Zoals de naam suggereert gaat het hierbij om de Ivy League-universiteiten, plus enkele andere. MIT en Stanford University worden vaak in één adem genoemd met de Ivy League. Daarnaast worden Duke University en de University of Chicago ook soms tot de Ivy Plus-groep gerekend. De term Big Three wordt gebruikt om te verwijzen naar Harvard, Yale en Princeton. Deze term ontstond in de jaren 1880, toen deze drie scholen de Amerikaanse college football-competitie domineerden. Vaak wordt HYP gebruikt om naar de Big Three te verwijzen. De term wordt ook gebruikt omdat Harvard, Yale en Princeton met grote regelmaat als de beste drie universiteiten van de VS gezien worden.

## Overeenkomsten
Zeven van de acht Ivies (behalve Cornell) zijn gesticht tijdens de Amerikaanse koloniale periode (1600-1800). Ze bevinden zich allemaal in het noordoosten van de Verenigde Staten. De universiteiten staan ook allemaal onder privébestuur, wat betekent dat ze geen subsidies krijgen van de overheid, behalve wanneer die bestemd zijn voor (bv. medisch of militair) onderzoek. Jaarlijks ontvangen ze (privé)donaties die worden toegevoegd aan het zogenaamde endowment, het kapitaal van de universiteit. De endowments variëren in omvang van $2,01 miljard voor Brown tot $27,6 miljard voor Harvard, dat hiermee de rijkste universiteit ter wereld is. Toelating voor studenten is zeer selectief, met een succespercentage van 4.59 procent voor Harvard en 10.3 procent voor Cornell in 2018.

## Leden
| Naam                       | Locatie                     | Bijnaam   | Undergraduate studenten | Postgraduate studenten | Motto | Gesticht |
| -------------------------- | --------------------------- | --------- | ----------------------- | ---------------------- | --- | -------- |
| Brown University           | Providence (Rhode Island)   | Bears     | 6.013                   | 2.561                  | In Deo Speramus (In God We Hope)                                                                           | 1764     |
| Columbia University        | New York (New York)         | Lions     | 7.160                   | 15.760                 | In lumine Tuo videbimus lumen (In Thy light shall we see the light)                                        | 1754     |
| Cornell University         | Ithaca (New York)           | Big Red   | 13.931                  | 6.702                  | I would found an institution where any person can find instruction in any study                            | 1865     |
| Dartmouth College          | Hanover (New Hampshire)     | Big Green | 4.196                   | 1.791                  | Vox clamantis in deserto (A voice crying in the wilderness; The voice of one crying out in the wilderness) | 1769     |
| Harvard University         | Cambridge (Massachusetts)   | Crimson   | 6.655                   | 14.044                 | Veritas (Truth)                                                                                            | 1636     |
| Princeton University       | Princeton (New Jersey)      | Tigers    | 5.113                   | 2.479                  | Dei sub numine viget (Under God's power she flourishes)                                                    | 1746     |
| University of Pennsylvania | Philadelphia (Pennsylvania) | Quakers   | 10.337                  | 10.306                 | Leges sine moribus vanae (Laws without morals are useless)                                                 | 1740     |
| Yale University            | New Haven (Connecticut)     | Bulldogs  | 5.275                   | 6.082                  | אורים ותומים (Hebreeuws) Lux et veritas (Latijn) (Light and truth)                                         | 1701     |